# Liste der Baudenkmäler in Mehlmeisel
Auf dieser Seite sind die Baudenkmäler in der oberfränkischen Gemeinde Mehlmeisel zusammengestellt. Diese Tabelle ist eine Teilliste der Liste der Baudenkmäler in Bayern. Grundlage ist die Bayerische Denkmalliste, die auf Basis des Bayerischen Denkmalschutzgesetzes vom 1. Oktober 1973 erstmals erstellt wurde und seither durch das Bayerische Landesamt für Denkmalpflege geführt wird. Die folgenden Angaben ersetzen nicht die rechtsverbindliche Auskunft der Denkmalschutzbehörde.
 Diese Liste gibt den Fortschreibungsstand vom 3. Juli 2018 wieder und enthält neun Baudenkmäler.

## Baudenkmäler nach Gemeindeteilen

### Mehlmeisel
| Lage                             | Objekt                                     | Beschreibung | Akten-Nr.    | Bild           |
| -------------------------------- | ------------------------------------------ | --- | ------------ | -------------- |
| Neugrüner Straße 6 (Standort)    | Katholische Pfarrkirche St. Johann Baptist | Neuromanischer Bau mit Sandsteingliederung, der Turm mit Spitzgiebeln, bezeichnet mit „1907“; mit Ausstattung.                     | D-4-72-164-1 | weitere Bilder |
| Nähe Neugrüner Straße (Standort) | Kriegergedächtniskapelle                   | Sandsteinquaderbau mit Spitzhelm, der eingezogene Chor mit Walmdach, aus Turm der ehemaligen Kirche erbaut, bezeichnet mit „1840“. | D-4-72-164-2 | weitere Bilder |

### Unterlind
| Lage                             | Objekt                                                     | Beschreibung | Akten-Nr.     | Bild                                                       |
| -------------------------------- | ---------------------------------------------------------- | --- | ------------- | ---------------------------------------------------------- |
| Hinter’m Hammerfeld (Standort)   | Gusseisenkreuz                                             | Auf Granitsockel, bezeichnet mit „1877“. | D-4-72-164-10 | weitere Bilder                                             |
| Kemnather Straße 32 (Standort)   | Kriegerdenkmal                                             | In Form eines Grabsteines, Granit und polierter schwarzer Marmor, um 1920. | D-4-72-164-4  | BW                                                         |
| Mitterlinder Straße 1 (Standort) | Wohnhaus                                                   | Zweigeschossiger Walmdachbau mit Granitgliederung, erste Hälfte 19. Jahrhundert. | D-4-72-164-5  | Wohnhaus                                                   |
| Mitterlinder Straße 3 (Standort) | Ehemalige Wirtschaftsgebäude des Hammergutes               | Zweigeschossiger Satteldachbau mit Granitgliederung, Mitte 19. Jahrhundert. | D-4-72-164-6  | Ehemalige Wirtschaftsgebäude des Hammergutes               |
| Mitterlinder Straße 5 (Standort) | Bergamt                                                    | Zweigeschossiger Walmdachbau auf hohem Sockel, um 1610 von Tobias Pauer | D-4-72-164-7  | weitere Bilder                                             |
| Mitterlinder Straße 5 (Standort) | Stadel                                                     | Satteldachbau aus Granit und Ziegelstein, Mitte 19. Jahrhundert, mit späteren Veränderungen | D-4-72-164-7  | weitere Bilder                                             |
| Mitterlinder Straße 6 (Standort) | Ehemalige Mühle                                            | Zweigeschossiger Satteldachbau mit Zwerchhaus, im Kern wohl noch 16. Jahrhundert, erste Hälfte 19. Jahrhundert. | D-4-72-164-8  | weitere Bilder                                             |
| Mitterlinder Straße 7 (Standort) | Wallfahrtskapelle, katholische Loretokirche (Hammerkirche) | Unter Kurfürst Max Emanuel vom Bergmeister Freiherr Johann Ernst von Altmannshausen gestiftet, Saalbau mit Satteldach und Dachreiter, Granitquader, bezeichnet mit „1686“; Granitmauer mit Sandsteinabdeckung, um 1686. | D-4-72-164-9  | Wallfahrtskapelle, katholische Loretokirche (Hammerkirche) |